# Хайхъ
Хайхъ (на китайски: 海河; на пинин: Hǎi Hé) е река в Северен Китай, в провинция Хъбей, вливаща се в залива Бохайван на Жълто море. Дължината ѝ е 102 km, а площта на водосборния ѝ басейн – 280 000 km². Река Хайхъ се образува на 6 m н.в. в центъра на град Тиендзин от сливането на двете съставящи я реки Юндинхъ (лява съставяща) и Уейхъ (дясна съставяща). Освен тях в непосредствена близост се вливат още три реки – Байхъ, Дзъяхъ и Дацинхъ. Влива се в залива Бохайван на Жълто море в района на градовете Тангу и Дагу. Подхранването ѝ е предимно дъждовно с ясно изразено лятно пълноводие. Средният годишен отток на реката е около 650 m³/s. Водите на Хайпъ, както и на нейните съставящи я реки, широко се използват за напояване. Плавателна е по цялото си протежение, като до град Тиендзин достигат плитко газещи морски кораби.